# Wacław Ziółkowski
Wacław Władysław Ziółkowski (ur. 5 stycznia 1932 w Bydgoszczy, zm. 7 października 1987 w Bydgoszczy) – polski lekkoatleta średnio- i długodystansowiec.

## Kariera sportowa
Startował przede wszystkim w biegu na 3000 metrów z przeszkodami. Był w tej konkurencji wicemistrzem Polski w latach 1955, 1956, 1957 i 1958 oraz brązowym medalistą w 1954, a także wicemistrzem w biegu przełajowym na 3 kilometry w 1956 i brązowym medalistą w 1959.
W latach 1956–1959 startował w dziesięciu meczach reprezentacji Polski (10 startów) odnosząc 1 zwycięstwo indywidualne.
Był rekordzistą Polski w klubowej sztafecie 4 × 1500 metrów (16:14,2 w 1953).
Rekordy życiowe:
- bieg na 1000 metrów – 2:27,4 (10 lipca 1958, Bydgoszcz)
- bieg na 1500 metrów – 3:50,5 (9 sierpnia 1959, Sopot)
- bieg na 3000 metrów – 8:22,8 (3 maja 1959, Wałcz)[1]
- bieg na 5000 metrów – 14:52,4 (17 października 1959, Bydgoszcz)[1]
- bieg na 3000 metrów z przeszkodami – 9:01,2 (5 lipca 1959, Bydgoszcz)[1]

Był zawodnikiem klubów bydgoskich: Gwardii, CWKS i Zawiszy.